# Canton de Billère et Coteaux de Jurançon
Le canton de Billère et Coteaux de Jurançon est une circonscription électorale française du département des Pyrénées-Atlantiques.

## Histoire
Un nouveau découpage territorial des Pyrénées-Atlantiques entre en vigueur à l'occasion des élections départementales de 2015. Il est défini par le décret du 25 février 2014, en application des lois du 17 mai 2013 (loi organique 2013-402 et loi 2013-403). Les conseillers départementaux sont, à compter de ces élections, élus au scrutin majoritaire binominal mixte. Les électeurs de chaque canton élisent au Conseil départemental, nouvelle appellation du Conseil général, deux membres de sexe différent, qui se présentent en binôme de candidats. Les conseillers départementaux sont élus pour 6 ans au scrutin binominal majoritaire à deux tours, l'accès au second tour nécessitant 12,5 % des inscrits au 1er tour. En outre la totalité des conseillers départementaux est renouvelée. Ce nouveau mode de scrutin nécessite un redécoupage des cantons dont le nombre est divisé par deux avec arrondi à l'unité impaire supérieure si ce nombre n'est pas entier impair, assorti de conditions de seuils minimaux. Dans les Pyrénées-Atlantiques, le nombre de cantons passe ainsi de 52 à 27.
Le canton de Billère et Coteaux de Jurançon est formé de communes des anciens cantons de Lasseube (1 commune), de Billère (1 commune) et de Jurançon (3 communes). Après la modification des limites territoriales des arrondissements en 2017 il est entièrement inclus dans l'arrondissement de Pau. Le bureau centralisateur est situé à Billère.

## Représentation
| Période élective | Période élective | Mandat | Mandat                 | Identité                | Nuance | Nuance | Qualité                                                                                          |
| ---------------- | ---------------- | ------ | ---------------------- | ----------------------- | ------ | ------ | ------------------------------------------------------------------------------------------------ |
| 2015             | 2021             | 2015   | 2021                   | Bernard Soudar          |        | PS     | Retraité Maire de Laroin (1989-2020) Ancien conseiller général du Canton de Jurançon (2004-2015) |
| 2015             | 2021             | 2015   | avril 2021 (démission) | Margot Triep-Capdeville |        | PS     | Adjointe au maire de Billère Ancienne conseillère générale du Canton de Billère (2008-2015)      |
| 2015             | 2021             | 2021   | 2021                   | Véronique Dehos         |        | DVG    | Juriste, maire-adjointe de Billère                                                               |
| 2021             | 2028             | 2021   | en cours               | Patrice Baduel          |        | DVG    | Fonctionnaire territorial, Jurançon                                                              |
| 2021             | 2028             | 2021   | en cours               | Véronique Dehos         |        | DVG    | Conseillère sortante                                                                             |

### Résultats détaillés

#### Élections de mars 2015
À l'issue du 1er tour des élections départementales de 2015, deux binômes sont en ballottage : Michel Bernos et Emmanuelle Schwartzwalder (Union du Centre, 43,64 %) et Bernard Soudar et Margot Triep-Capdeville (PS, 39,95 %). Le taux de participation est de 50,93 % (7 987 votants sur 15 681 inscrits) contre 52,8 % au niveau départemental et 50,17 % au niveau national.
Au second tour, Bernard Soudar et Margot Triep-Capdeville (PS) sont élus avec 51,67 % des suffrages exprimés et un taux de participation de 53,86 % (4 075 voix pour 8 446 votants et 15 681 inscrits).

#### Élections de juin 2021
Le premier tour des élections départementales de 2021 est marqué par un très faible taux de participation (33,26 % au niveau national). Dans le canton de Billère et Coteaux de Jurançon, ce taux de participation est de 36,47 % (5 658 votants sur 15 516 inscrits) contre 38,82 % au niveau départemental. À l'issue de ce premier tour, deux binômes sont en ballottage : Patrice Baduel et Véronique Dehos (DVG, 38,63 %) et Fanny Bognard et Jean-Marc Grussaute (Union au centre et à droite, 38,25 %).
Le second tour des élections est marqué une nouvelle fois par une abstention massive équivalente au premier tour. Les taux de participation sont de 34,36 % au niveau national, 40,13 % dans le département et 38,12 % dans le canton de Billère et Coteaux de Jurançon. Patrice Baduel et Véronique Dehos (DVG) sont élus avec 50,44 % des suffrages exprimés (2 813 voix pour 5 916 votants et 15 519 inscrits),,.

## Composition
Le canton de Billère et Coteaux de Jurançon comprend cinq communes entières.
| Nom                                      | Code Insee | Intercommunalité      | Superficie (km2) | Population (dernière pop. légale) | Densité (hab./km2) | Modifier                                    |
| ---------------------------------------- | ---------- | --------------------- | ---------------- | --------------------------------- | ------------------ | ------------------------------------------- |
| Billère (bureau centralisateur)          | 64129      | CA Pau Béarn Pyrénées | 4,57             | 14 037 (2022)                     | 3 072              | modifier les données · modifier les données |
| Aubertin                                 | 64072      | CA Pau Béarn Pyrénées | 17,16            | 662 (2022)                        | 39                 | modifier les données · modifier les données |
| Jurançon                                 | 64284      | CA Pau Béarn Pyrénées | 18,78            | 7 063 (2022)                      | 376                | modifier les données · modifier les données |
| Laroin                                   | 64315      | CA Pau Béarn Pyrénées | 7,04             | 1 035 (2022)                      | 147                | modifier les données · modifier les données |
| Saint-Faust                              | 64478      | CA Pau Béarn Pyrénées | 13,51            | 740 (2022)                        | 55                 | modifier les données · modifier les données |
| Canton de Billère et Coteaux de Jurançon | 6408       |                       | 61,06            | 23 537 (2022)                     | 385                | modifier les données                        |

## Démographie
En 2022, le canton comptait 23 537 habitants, en évolution de +4,47 % par rapport à 2016 (Pyrénées-Atlantiques : +3,78 %, France hors Mayotte : +2,11 %).
| 2013   | 2018   | 2022   |
| ------ | ------ | ------ |
| 23 012 | 22 206 | 23 537 |